# John C. Bennett
John Cook Bennett (Fairhaven, 3 agosto 1804 – Polk City, 5 agosto 1867) è stato un medico statunitense. Fu anche un importante e influente leader dei mormoni, anche se non visse molto a lungo. Egli agì sotto il comando di Joseph Smith, Jr., per un breve periodo all'inizio del decennio 1840. 

## I primi mormoni
Gli sviluppi di Bennett all'interno del movimento mormone arrivarono dopo diversi incontri con la comunità che lo impressionarono molto. Nondimeno scrisse molte lettere a Joseph Smith, Jr. a Nauvoo (Illinois) nelle quali dichiarava il suo desiderio di unirsi alla religione. Bennett fu essenziale per il passaggio della carta della città di Nauvoo nella legislatura dell'Illinois, le disposizioni in cui egli aveva contribuito. Raccolse l'apprezzamento per i suoi sforzi di lobby a favore dei mormoni dal giovane Abramo Lincoln.
I suoi sforzi a favore dei Mormoni, e il lungo tempo che trascorse a vivere nel palazzo di Smith a Nauvoo, assicurarono a Bennett la fiducia di Joseph Smith. Smith fu determinante nella promozione di Bennett a una sempre maggiore responsabilità civile ed ecclesiastica a Nauvoo (Illinois). Bennett divenne un Assistente del Presidente della Chiesa e consigliere della Prima Presidenza, sindaco della città di Nauvoo, generale della legione e cancelliere della Nauvoo University.
Successivamente, tuttavia, cominciarono a girare voci sull'adulterio, l'omosessualità, la poligamia non autorizzata e la pratica dell'aborto. Mentre Bennett era sindaco, fu accusato di avere delle relazioni sessuali con diverse donne della città. Disse alle donne che si trattava della pratica di "mogli spirituali", che era stata sancita da Dio e Joseph Smith e che Joseph Smith faceva la stessa cosa.
Quando fu scoperto, lui privatamente confessò i suoi crimini, e produsse una dichiarazione giurata che Joseph Smith non aveva preso parte nel suo adulterio e fu condannato di conseguenza. Anche se promise di cambiare, continuò con il suo comportamento scandaloso. Quando fu catturato di nuovo, la sua indiscrezione era stata esposta pubblicamente e lui fu rimosso dalle sue posizioni nella chiesa, scomunicato e spogliato delle cariche pubbliche.

## Periodo successivo
Dopo che Bennett lasciò Nauvoo nel maggio 1842, dichiarò che era stato il bersaglio di un attentato da parte dei Danite di Nauvoo, che si erano camuffati nella resistenza. Presto divenne un agguerrito antagonista di Joseph Smith e dei mormoni, riferì anche di bere il sangue di Joseph Smith, Jr.. Nel 1842, scrisse una denuncia graffiante di Joseph Smith, intitolata Storia dei santi, accusando Smith e la sua chiesa di crimini come tradimento, cospirazione per commettere omicidio, prostituzione e adulterio. Attraverso i suoi scritti nei giornali e nei libri, Bennett sembrò incoraggiare, in Missouri nel giugno 1843, il tentativo di estradare Smith per affrontare un processo per "tradimento". Ironia della sorte, Smith sfuggì all'estradizione, anche se per poco, in virtù della carta di Nauvoo, di cui Bennett era stato l'autore principale nel 1841.
Nell'autunno del 1843 Bennett fece visita a George M. Hinkle, un mormone che fu scomunicato dopo che la Milizia del Missouri si era arresa a Joseph Smith nel 1838. Bennett scrisse successivamente una lettera al direttore del Hawk-Eye and Iowa Patriot descrivendo la "Dottrina di sposarsi per l'eternità" mormone è il primo dei suoi scritti che discute del matrimonio eterno, come comparazione tra il libero amore/e la dottrina della moglie spirituale di cui aveva precedentemente accusato Joseph, dove le relazioni sessuali non erano nel contesto di un impegno di matrimonio. Non è chiaro se Bennett apprese del matrimonio eterno da Hinkle o da corrispondenti all'interno di Nauvoo.
John C. Bennett tornò per un breve periodo a Nauvoo nel dicembre del 1843, ma l'unica nota di tale visita si trova sul diario di Joseph Smith dal suo Magazzino Generale che mostra un pagamento dell'affitto di Bennett dovuto per il 39 settimane in cui ha vissuto nella casa di Smith tra il 1840 e il 1841. Dopo dicembre 1843 si registrò solo un altro episodio in cui John Bennett si scontrò con il mormonismo durante la vita di Joseph, a Boston, durante la primavera del 1844. Alla conferenza di Boston del 1844, Bennett non fu ben accolto. Fu bersagliato con uova marce e inseguito attraverso Boston dal vasto assembramento, che tenne occupati diversi agenti di polizia di Boston nel processo. Dopo l'assassinio di Smith a Carthage, Illinois il 27 giugno 1844, Bennett riprese le sue lezioni contro la poligamia nel tentativo di vincere la conversione di Strang. Bennett fu accusato di avere un ruolo nell'omicidio di Smith, ma, come il suo biografo Andrew F. Smith afferma, sulla base delle prove esistenti, "Bennett sembra aver avuto alcuna influenza sugli eventi che si svolsero a Cartagine durante giugno 1844".
Dopo la morte di Smith, Bennett sorprese molti tornando brevemente al mormonismo e unendo le forze prima con Sidney Rigdon e poi con James Strang, uno dei mormoni che si contendevano la leadership del movimento. Bennett si unì agli "Strangites", che fondarono la propria comunità mormone in Beaver Island nel Michigan. Con il supporto entusiasta di Bennett, la poligamia fu introdotta nella comunità mormone del Michigan. Poco dopo, tra accuse ancora più gravi di cattiva condotta sessuale, Bennett lasciò la comunità Strangite e il mormonismo una volta per tutte.
Bennett è spesso collegato all'introduzione nel mormonismo il termine "moglie spirituale". La moglie spirituale era il termine che Bennett utilizzava sia per il proprio principio dell'"amore libero" sia per la pratica del matrimonio plurimo (poliginia). Il termine fu occasionalmente utilizzato dai dirigenti mormoni come Brigham Young, che parlò dello shock quando ricevette l'insegnamento da Joseph Smith riguardo "alla dottrina della moglie spirituale", riferendosi al matrimonio plurimo. Uno dei lasciti di Bennett fu la fusione del matrimonio plurimo con l'"amore libero" nella fantasia popolare. Il termine "moglie spirituale", con le sue connotazioni miste di poligamia e promiscuità, è stato spesso utilizzato nel dialogo nazionale, e in attivismo, contro la poligamia mormone.
Il difficile rapporto di Bennett con i mormoni ha oscurato le altre sue attività di rilievo, tra cui il comando di una compagnia per l'Unione durante la Guerra Civile. Bennett fu uno dei primi sostenitori dei benefici per la salute del pomodoro a partire dal 1835, un pioniere nell'uso del cloroformio come anestetico, pubblicò le sue scoperte nel 1848, e fu il creatore di diverse razze di polli, uccelli tra cui la Plymouth Rock, che espose a Boston nel 1849. Dal 1830 fino al 1846 Bennett lavorò per creare istituzioni di alta cultura, molte delle quali furono Università di Medicina. Però, la pratica di Bennett di 'vendere diplomi' oscurò queste conquiste, e solo un istituto scolastico sopravvisse in connessione Bennett.
Bennett lasciò un ampio corpus di lettere e opere pubblicate sui suoi sforzi, tra cui due libri, Storia dei Santi, e Il libro del pollame.